# 가마이 (웃음 콤비)
 카마이들
멤버	 야마우치 켄지
하마이에 류이치
결성년	 2004년[1]
사무소	 요시모토 흥업
활동 시기	 2004년 -
출신	 NSC 오사카교 26기
만남	 NSC
구 콤비명	 야마우치
하마가
이바히
갬블러 울프
스트로베리 바주카
육각 렌치
핑크단
콤비
鎌鼬
현재 활동 상황	 텔레비전·라이브·모델·배우·성우 등
예종	 만담
콘트
소재 작성자	 야마우치 켄지 [주석 1]
현재 대표 프로그램	 카마이가치
카마이들의 책상 위의 공론성
카마이들의 규율
카마이들은 모르지만
치도리 카마이타치 아워
카마이들의 헤이! 택시!
치도리의 도깨비 렌짱
그 외
과거의 대표 프로그램	 부풀어 오르는 스크럼!!
좀 더, 나쁜 놈
NMB와 마나부 군
치도리 VS 카마이타치
우라 찍어버렸습니다
그 외
동기	 와규
천축쥐
후지사키 마켓
오토바이 가와사키 오토바이 등
공식 사이트	 공식 프로필
수상 경력
2007년 제28회 ABC 코미디 신인 그랑프리 최우수 신인상
2007년 웃음의 초신성 신인상
2008년 제43회 카미가미 만재 대상 신인상
2012년 제33회 ABC 코미디 그랑프리 우승
2012년 제42회 NHK 카미가미 만담 콘테스트 우승
2016년 노래ネタ왕 결정전 우승
2017년 킹 오브 콩트 우승
2019년 M-1 그랑프리 준우승
2019년 제54회 카미상 만담 대상 장려상
2020년 제5회 카미가미 만재 협회 대상 특별상
2021년 제56회 카미상 만담 대상 대상
가마이들은, 요시모토 흥업(도쿄 본사) 소속의 코미디 콤비. NSC 오사카교 26기생.
2009년 4월 28일부터 콤비명을 한자 표기의 ‘ 가마미 ’에서 히라가나의 ‘ 카마이타치 ’로 변경했다. 제33회 ABC 코미디 그랑프리 초대 왕자, 노래 재료 왕 결정전 2016, 킹 오브 콘트 2017 왕자, M-1 그랑프리 2019 준우승.

## 회원
겐지(야마우치 켄지, 1981년 <쇼와 56년> 1월 17일[1] - )(43세) 보케·쯔코미·소재 만들기 담당, 서 있는 위치는 마주보고 왼쪽.  시마네현 마쓰에시 출신.  신장 167cm, 혈액형 B형[1].  마쓰에 시립 혼조 초등학교, 마쓰에 시립 혼조 중학교, 시마네 현립 마쓰에 히가시 고등학교[2], 나라 교육대학 졸업. 중학교(사회)·고등학교 교사 일종 면허증(일본사) 보유[3]. 도서관 사서 자격 취득.  2017년 2월 22일, 일반 여성과 결혼[4][5].  2018년 6월 26일, 첫째 아이가 되는 장남이 탄생[6].  2021년 11월 26일, 둘째 아이가 되는 둘째 아들이 탄생.  →자세한 내용은 '야마우치 켄지(개그맨)'를 참조  하마에 류이치(하마에 류이치, 1983년 <쇼와 58년> 11월 6일[1] - ) (41세)  쯔코미·보케 담당, 서 있는 위치는 마주보고 오른쪽. 신장 187cm, 혈액형 B형.  오사카부 오사카시 히가시요도가와구 출신.  오사카 시립 도요사토 초등학교, 오사카 시립 히가시요도 중학교, 오사카부립 이바라키 히가시 고등학교(현·오사카부립 기타세쓰바사 고등학교) 졸업.  2017년 5월 5일, 일반 여성과 결혼[7].  2019년 2월 22일, 첫째 아이가 되는 장녀가 탄생[8].  2022년 4월 15일, 둘째 아이가 되는 장남이 탄생[9].

## 내력
콤비 결성 이전 2명 모두 NSC 오사카교에 26기생으로 입학. 야마우치는 수업마다 매번 새로운 소재를 선보이는 등 하고 있었지만, 극도의 흥분증이 재앙이었고, 심사위원으로부터의 평가가 좋지 않아, 핀 연예인으로서 1년간은 최악의 C클래스였다. 하마 가문은 NSC의 수업료가 면제되는 A클래스로, 콤비를 결성하고 나서는, A 또는 B클래스로, 해산 후에는 C클래스가 되었다. C클래스가 되었을 때 야마우치와 알고 연락처를 교환했다[10].  콤비 결성 - 오사카 시대  2004년 5월[1], NSC 졸업 후 하마 가문이 5번째 파트너와 해산한 후, 오디션 라이브에서 핀 연예인으로 활동하던 야마우치의 소재를 보고 재미있다고 생각해서 연락. 콤비를 결성. 결성 초기부터 수많은 상을 수상한다.  2009년, '엄청나게 멋있어!' ' 튀는 토비라'의 계보인, 후지 TV의 콘트 프로그램 '부푼 스크럼!!' 의 레귤러로 발탁되지만, 프로그램은 리뉴얼판 '1번 스크럼!!' 와 합쳐도 1년 만에 종료되어 버린다. 그 후, 오사카에서는 도쿄에 진출한 치도리·긴샤리 등이 맡았던 일을 인계받는 등 로케이션을 많이 해낸다. 그 수는 '온에어 수로 말하면 1년간 300개'라고 할 정도로[11]. 수의 많음, 또 내용의 농후함 등으로 '로케이션의 달인[11]' '로케이션의 귀신[12]'이라고 자주 불린다.  Base 요시모토 및 5up 요시모토에 출연하고 있었다. 2014년 2월 졸업.  2017년, 킹 오브 콩트에서 우승을 이룬다. 무엇보다 그 후 한동안은 준우승한 고양이 스타 쪽이 노출이 많아, '우리가 우승했잖아!' 라고 푸념을 쏟아 웃음을 얻는 것이 정석이 되고 있었다[13].  도쿄 진출 - 현재  2018년 3월, 오사카의 정규 프로그램 7개를 졸업, 1개('NMB와 마나부군')만 남기고 같은 해 4월 도쿄에 재진출, 활동 거점을 옮긴다[14].  2019년, 결성 15년의 마지막 해에 M-1 그랑프리에 출전해 준우승. 2022년 현재, 킹 오브 콩트 우승이자 M-1 그랑프리에서 준우승한 유일한 콤비이다[주석 1][15].  2020년 2월, 유튜브 채널을 개설. 채널명은 '다운타운 DX'(닛폰 TV) 내에서 마츠 히토시(다운타운)에 의해 명명된 '네오 밀크 보이'였지만[16], 나중에 '카마이타치 채널'으로 바꿨다[17]. 덧붙여, 카마이타치 채널의 채널 아트는 '네오 밀크 보이' 그대로이며, 동영상 내 아이캐치로도 사용되고 있다.  2020년 4월, 첫 지상파관 레귤러 프로그램 '카마이들의 책상 위의 공론성'(간사이 TV)이 스타트.  2020년 5월, '카마이타치 채널'의 생방송 중 등록자 수가 50만 명을 돌파. 동시에 개인을 메인 활동으로 한 서브 채널 '하마이타치 채널' '냥튜버 네코치 씨의 방'의 개설도 발표했다.  2021년 3월 16일, 카마이타치 채널의 등록자 수가 100만 명을 돌파[18][19][20].  2021년 9월 25일, 2년 만의 단독 라이브 'ON THE WAY'를 개최. 이 라이브는 요시모토 주최의 단독 라이브로 사상 최고의 방송 매출 매수(1만 8547장)를 달성했다[21].  2021년 10월 15일, 공식 팬클럽 'OMAETACHI'를 개설[주석 2].  2023년 6월 8일, 카마이타치 채널의 등록자 수가 200만 명을 돌파.

## 예풍
만재 · 콘토 양쪽을 연기하고 있어, 모두 M-1 그랑프리나 킹 오브 콘트 등의 상 레이스로 상위의 성적을 기록하고 있다.
일의 모토는 「 게으름을 찾아 근면하게 다가간다 」이며 , 공통의 목표는 「대부자」. 의지의 통일이 도모되고 있는 것이 콤비로서의 강점이라는 것  .
재료 만들기는 야마우치가 일상에서 재미 있다고 생각한 시점에서 원안을 만들어, 그것을 하마가나 작가와 토론을 반복해 몇번이나 브러쉬 업 하는 스타일  .
판매자가 되어, 바쁘게 된 현재는, TV 프로그램에서 재료를 피로할 때는, 기본적으로 만재를 실시하고 있다.

### 만재
- 만세는 노망과 츳코미를 나눈 전통적인 스타일. 기본적으로 정통파의 샤브쿠리 만재를 맡아, 야마우치가 광기적인 캐릭터로 분장해 궤변을 농담하는 싸움 같은 만세 스타일이 기본.

- 밑거름이 길었던 것도 있고[27], 현재는 MC·토크·로케이션·전방 대응 연예인으로 평가받고 있다[28][29]. 구 콤비명 '가마미츠' 시절에는 야마우치가 장·동·공·겐이라는 중국인으로 분장하고, 외칠 때 동징을 울린다는 소재를 하고 있었다. ' 폭소 레드카펫'(후지테레비) 등의 단편재 붐에 맞춰 만들어, 웃기지 않지만 매달렸지만 나중에 그만뒀다[14].  브레이크 전에는, 실력은 있는데도 찰칵하지 않는 '쓰레기 연예인' 기획 등에 불려가서 소재를 선보였다. 팔리지 않는 이유로, '압도적으로 꽃이 없다'고 오니고시 토마호크의 싸움 소재로 지적되고 있었다[30]. 그 후, 두 사람 모두 체중 감량에 성공하거나 이케다 미유로부터 선재 사진 프로듀스를 받는 등[31], 조금씩 세련되어 갔다. 특히, 하마가의 과거 사진은 다른 사람 클래스와 자주 화제가 되고 있다[32].  오사카 시대는 로케이션을 연간 300편(O.A.) 적당히 하고 있고, 로케이션의 달인을 결정하는 '외왕'을 2번 획득하고 있다. 이 시기에 '코미디의 근육이 탱탱하게 단련되었다'고, 야마우치가 에세이에서 말하고 있다.  콤비 간의 연계가 매우 좋고, 그 호흡이 맞는 대화는 '헤비급 챔피언이 주먹다짐을 맞대고 있는 것처럼 굉장하다'고, 와카바야시 마사야스(오드리)로부터 평을 받았다[33]. 연예인의 일에 대해서는, 서로 '만약 파트너가 그만두면, 계속할 수 없다'고 말하고 있다[34][35]. ' 카마이들의 헤이! 택시!'( TBS 라디오)의 굿즈인 스마트폰 케이스를 2명 모두 사용하고 있거나[36], 카메라를 의식하지 않을 때는 서로 '하마군' '야마짱'이라고 부르기도 하는 등 콤비 사이가 좋은 것을 엿볼 수 있는 에피소드가 많다.  젊은 시절에는 '소재 맞추기라고 칭하고, 7할은 파치슬로를 치러 갔다'고 말할 정도로 두 사람 모두 파치슬로에 빠져 있었다[37]. 그 때문에 2021년에 들어, 자신의 유튜브 채널에서도 파치슬로의 화제를 다루게 되었고, 그 중에서도 같은 해 8월에 생방송으로 방송한 '[생 파치슬로 방송] 카마이티가 북두의 주먹 파치슬로에서 라오우가 승천할 때까지 끝났다 없어요!' 그럼, 동시 접속 수가 19만 명을 넘어 세계에서 랭킹 1위를 획득했다[38].  미디어에서도 다루어질 정도로 전 매니저(카바자와 마도카)가 미인인 것도 유명하다[39].

- YouTube 에서는 ‘좋아하는 〇〇Best3’이나 ‘◯◯선생’ 등 다양한 기획을 하고 있으며, 100만 재생을 달성하고 있는 동영상도 다수 있다. 상 경주에 연예계 제한으로 나올 수 없게 되었기 때문에, 지금은 YouTube가 자신들에게 있어서의 경주장이라고 말하고 있다. 유튜브 연예인을 모은 프로그램에 출연했을 때, 시청한 나카타 아츠히코 ( 오리엔탈 라디오 )가 「카마이들만 유튜브에 진심」이라고 소감을 말하고 있었다  .